# Anna Sachse-Hofmeister

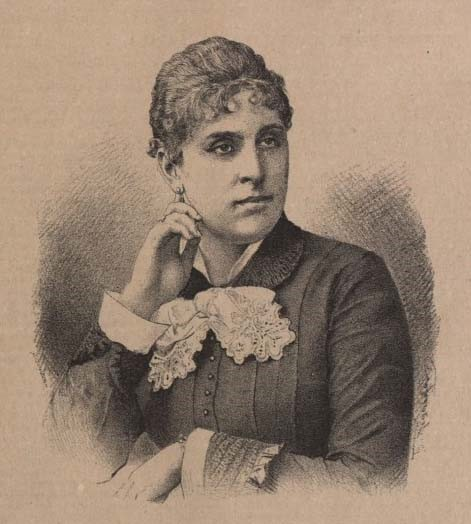
Anna Sachse-Hofmeister, in: Musikalisches Wochenblatt, 1882

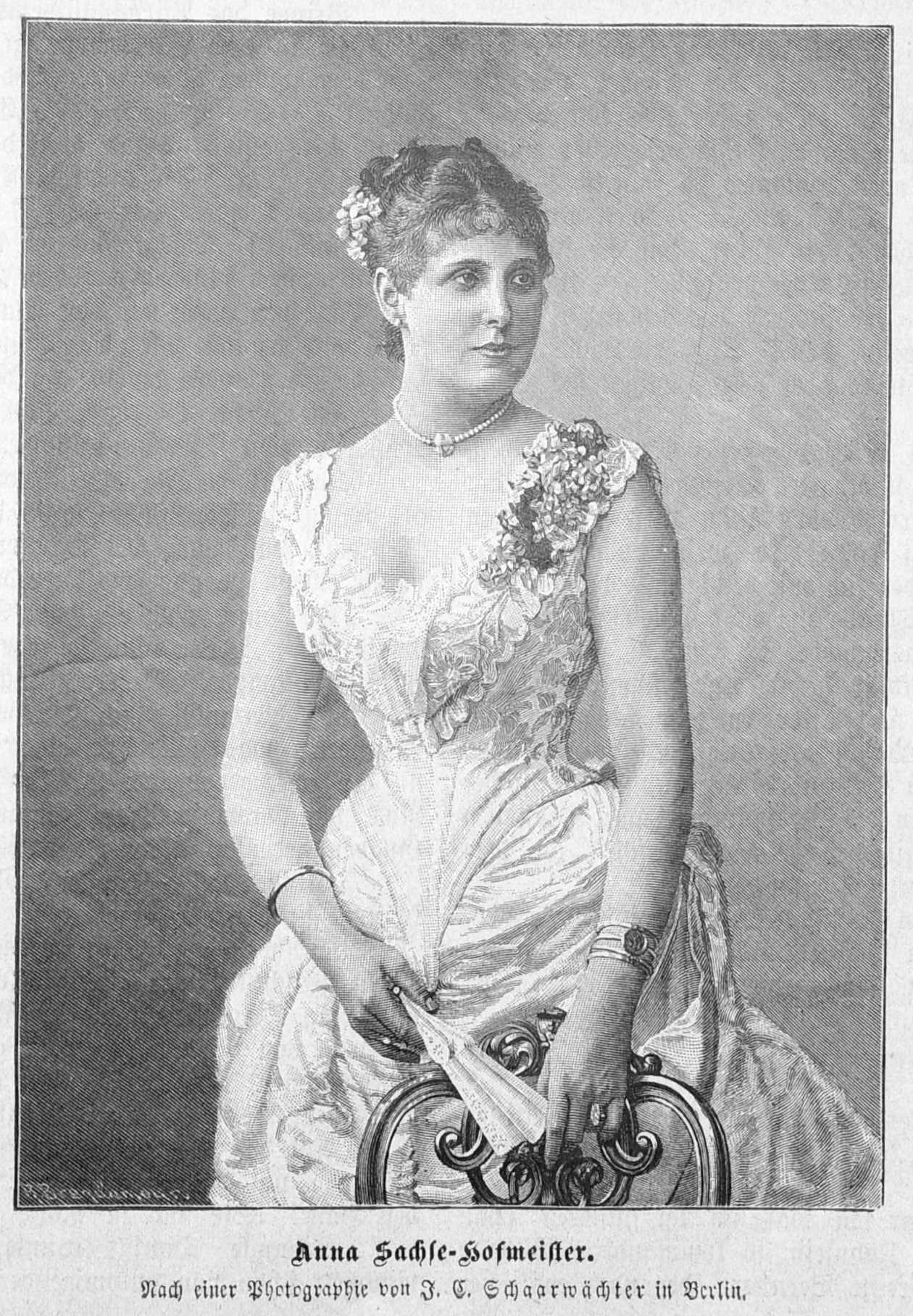
Anna Sachse-Hofmeister (Foto Julius Cornelius Schaarwächter, Die Gartenlaube, 1888)

Anna Josepha Caroline Sachse (geboren am 26. Juli 1850 in Gumpoldskirchen unter dem Namen Hofmeister; gestorben am 15. November 1904 in Berlin) war eine österreichische Opernsängerin (Sopran).

## Leben
Anna Hofmeister wurde 1850 geboren. Ihr Vater Franz Hofmeister war Volksschullehrer und Leiter des Kirchenchors, in dem auch sie später sang. Er bereitete sie früh auf eine Karriere als Violinistin vor. Das Mädchen wurde von Mitgliedern der Wiener Oper entdeckt und nach langem Zögern des Vaters nach Wien an das Wiener Konservatorium geschickt. Sie wurde auch von Adele Passy-Cornet im Gesang weitergebildet. Von Georg Hellmesberger senior erhielt sie zugleich weiter Geigenunterricht.
Nach ihrem Entschluss, Sängerin zu werden, übernahm Hofkapellmeister Heinrich Proch ihre weitere Förderung bis 1871. In diesem Jahr debütierte sie in Olmütz als Leonore im Troubadour von Giuseppe Verdi. Im Anschluss wurde Hofmeister als Mitglied am Stadttheater zu Würzburg engagiert, wo sie direkt Hauptrollen übernahm. 1872 wechselte sie zum Stadttheater in Frankfurt am Main (Debüt: Amelia in Maskenball) und blieb dort bis 1876. Dann wurde sie an die Berliner Hofoper gerufen (Debüt: Valentine in Hugenotten) und schlug die Einladung nach Bayreuth aus, wo Richard Wagner sie als Sieglinde (in Die Walküre) erhofft hatte. 1878 bis 1880 wurde sie an der Hofoper in Dresden engagiert, wo sie Clotilde Kainz-Prause ablöste. Von 1880 bis 1882 wurde sie von Angelo Neumann in Leipzig engagiert und sorgte gemeinsam mit ihm und Hedwig Reicher-Kindermann für eine Blütezeit der Oper. Von dort kehrte sie nach Berlin zurück, wo sie Mathilde Mallinger ablöste. Sie blieb dort nun dauerhaft und wirkte vor allem als Wagner-Interpreteurin, auch als die „Sieglinde seiner Träume“, wie er sich ausdrückte. Gastspiele hatte sie 1880 in Wien und 1884 in London. Ein erster Rücktritt von der Bühne erfolgte 1889, endgültig dann 1891. Sie betätigte sich weiterhin als Gesangslehrerin.
Privat vermählte sie sich 1878 mit Max Sachse (1847–1913), einem Tenor (in Köln, Magdeburg und Berlin) und späterem Preußischen Theaterrat. Ihre jüngere Schwester Helene wurde Schauspielerin, ihre ältere Schwester Henriette war Mutter des Schauspielers Richard Romanowsky.
Anna Sachse-Hofmeister starb 1904 im Alter von 54 Jahren in Berlin. Beigesetzt wurde sie auf dem Friedhof III der Jerusalems- und Neuen Kirche vor dem Halleschen Tor. Das Grab ist nicht erhalten.